# SMILY-Didgeridoo
SMILY-Didgeridoo（スマイリーディジュリドゥ、1983年9月12日 - ）は、日本のディジュリドゥ奏者/製作者。
本名は北川和樹（きたがわ かずき）。神奈川県茅ヶ崎市出身。蟹楽器奏者(タカアシガニリドゥ北川)名義でも活動。

## 略歴
2005年オーストラリア留学をきっかけに、独学でディジュリドゥを始める。
帰国後、HumanbeatBoxを取り入れた演奏技術が評価され、国内外を問わず音楽フェスやイベント出演、楽曲提供をする。自社工房”SMILY-Didgeridoo Gallery”を開業し、様々な材質を用いてオリジナルディジュリドゥを制作/販売。自身は木目調塗装を得意とし、実力派ペインターとコラボをしたディジュリドゥも制作/販売している。
その後、各地で講演会や、ワークショップ、TV・ラジオ出演など様々な活動を行なっている。
2016年10月から静岡県沼津市戸田の地域おこし協力隊になり、活動の一部として名産である深海魚のタカアシガニの甲羅を使い、ディジュリドゥを製作。タカアシガニリドゥと名付け反響を呼ぶ。自身の協力隊の活動名もタカアシガニリドゥ北川としている。

## ディスコグラフィー

### アルバム
- Yellow Planet（2014）

## 出演

### イベント
- 東京Didgeridoo Festa（2010）
- TEDxTokyo（2011）
- Gabby Young 来日公演（2011）
- Zoo Funk TV（2012）
- 関西Didgeridoo Festa（2013）
- 浜の芸術祭（2013）
- Sofar Sounds Tokyo（2014）
- ボブフィックス来日公演Tokyo（2016）
- 癒しフェアOsaka（2017）
- 東京ラグビーファンゾーン（2017）

他　多数出演

### TV
- どぅんつくぱ　～世界の楽器から～（2014）
- AbemaTV MUSIC  CAST（2016）
- 羽鳥慎一モーニングショー（2017）
- NHK たっぷり静岡（2017）
- 日テレ ぶらり途中下車の旅（2018）
- NHKワールドニュース（2018）
- 月曜から夜ふかし（2018）
- バナナマン！ダマしてごめん！（2018）
- シューイチ（2018）
- 西日本放送 WHAT'Sなにこれ！？（2018）
- ニュースキャスター（2018）
- メッセンジャーの〇〇は大丈夫なのか？（2018）
- イチから住（2018）
- 久保せいじ（2019）
- The SOCIAL（2019）
- スッキリ（2019）
- ライムスター宇多丸の水曜 The Night（2019）

## 楽曲提供
- TVドラマエンジェル・ハート 劇中BGM参加（2015）[5]
- TVアニメRErideD-刻越えのデリダ- 劇中BGM参加（2018）[6]